# Oulopteryx meliponarum
Oulopteryx meliponarum är en kackerlacksart som beskrevs av Morgan Hebard 1921. Oulopteryx meliponarum ingår i släktet Oulopteryx och familjen Polyphagidae. Inga underarter finns listade i Catalogue of Life.